# ماتيو بوكاكيني
ماتيو بوكاكيني (بالإيطالية: Matteo Boccaccini)‏ (8 فبراير 1993 ببولونيا في إيطاليا - ) هو لاعب كرة قدم إيطالي في مركز الدفاع. لعب مع نادي بريشيا ونادي بولونيا ونادي غوريتسا وAlma Juventus Fano 1906 ‏ وAC Bellaria Igea Marina ‏ وNK Krka ‏.

## وصلات خارجية
- ماتيو بوكاكيني على موقع قاعدة بيانات كرة القدم.إي يو (الإنجليزية)
- ماتيو بوكاكيني على موقع Soccerway.com (الإنجليزية)